# Elmomorphus sarawakensis
Elmomorphus sarawakensis is een keversoort uit de familie ruighaarkevers (Dryopidae). De wetenschappelijke naam van de soort werd in 1964 gepubliceerd door Chûjô & Satô.